# Lissonota complicator
Lissonota complicator är en stekelart som beskrevs av Aubert 1967. Lissonota complicator ingår i släktet Lissonota och familjen brokparasitsteklar. Inga underarter finns listade i Catalogue of Life.